# Astrothelium diplocarpum
Astrothelium diplocarpum är en lavart som beskrevs av Nyl. Astrothelium diplocarpum ingår i släktet Astrothelium och familjen Trypetheliaceae.   Inga underarter finns listade i Catalogue of Life.